# 京都府立東宇治高等学校
京都府立東宇治高等学校（きょうとふりつひがしうじこうとうがっこう）は、京都府宇治市木幡平尾にある府立の全日制の高等学校。山城通学圏に属し、同学区内では唯一英語系クラスを設置している。

## 概要
人口の急増と高校進学率の上昇を背景に、地元・宇治市から熱心な誘致が行われて建設された学校である。1970年代前半の宇治市は人口が12万人に達していたにもかかわらず、府立高校は戦前に創立した京都府立城南高等学校1校のみで、高校の増設が急務となっていた。
建設工事中にはオイルショックに見舞われ、通学区域に京都市を含めるか議論になるなど、乗り越える課題は多かったが、1974年4月に府内31番目の公立高校として開校した。校名は「木幡高校」も検討されたが、東宇治地域の学校で知名度の高い宇治の地名を含んでいることなどから、協議会の名前にも使用されていた「東宇治高校」が採用された。
校章は、東宇治の東の「ひ」と、宇治（UJI）の「U」とを併せてデザインした。同時に、緑なす平尾山の丘陵地にある学園の地形も表している。

## 設置学科
＜2010年度入学生までの設置学科＞
- 普通科（I類、II類文理、II類英語）

＜2011年度入学生からの設置学科＞
- 普通科（文理総合、文理探究、英語探究）

## 沿革
- 1972年（昭和47年）9月：府立高校新設促進東宇治協議会発足
- 1973年（昭和48年）5月：建設予定地を決定
- 1973年（昭和48年）6月：造成工事着工
- 1973年（昭和48年）7月：第1期工事着工
- 1973年（昭和48年）10月：府立学校開設準備室が発足
- 1974年（昭和49年）1月：京都府立東宇治高等学校（全日制普通科）設立。
- 1974年（昭和49年）3月：第1期工事竣工
- 1974年（昭和49年）4月：京都府立東宇治高等学校（全日制普通科）開校。
- 1974年（昭和49年）9月：校歌制定
- 1975年（昭和50年）8月：第3期工事着工
- 1976年（昭和51年）3月：第3期工事竣工
- 1985年（昭和60年）：新高校教育制度発足に伴い普通科にI類、II類を設置。
- 2004年（平成16年）：通学圏統合に伴い山城北通学圏（1983年に分離）から1983年以前の山城通学圏へ変更（山城北通学圏と山城南通学圏との合併による再統一）。総合選抜から単独選抜へ移行[1]。
- 2010年（平成22年）：新制服を採用。
- 2011年（平成23年）：類型制度廃止に伴い、「文理総合」「文理探究」「英語探究」にコース名称を変更。

## 教育方針
心身ともに健康にして、自発性・創造性・実践力を身につけた、文化的で平和な国家及び社会の形成者を育てることを目標とする。
1. 生徒は学習のきびしさを自覚し、自ら学ぶ意欲をもって、学力を高める。
2. 生徒は苦難を克服し、たくましい心身を鍛える。
3. 生徒は、豊かな情操を身につけ、おおらかな人間性を培う。
4. 生徒は未来をひらく若人として、充実した日々を積み重ねる。

## 進学状況
2005年度（平成17年度、現役・延べ数）
- 国公立大学 40名
- 国公立短大 6名
- 私立大学 195名
- 私立短大 40名
- 看護系・医療系専門学校 19名
- 就職 4名

## 部活動
体育系
- 野球部
- 陸上競技部
- 弓道部
- サッカー部
- バスケットボール部（男女）
- テニス部（男女）
- ソフトテニス部（男女）
- バドミントン部
- バレーボール部

文化系
- 吹奏楽部
- 放送部
- 書道部
- 茶道部
- ICC部
- 美術部
- 文芸部
- 演劇部
- ダンス部

野球部は1980年夏（第62回）に甲子園大会に初出場

## 著名な出身者
- 安田美沙子 - アイドル、タレント（東宇治中学校出身）
- 坂下千里子 - アイドル、タレント
- 大門和彦 - 元横浜ベイスターズ投手。
- 大竹文雄 - 労働経済学者、大阪大学教授
- 得丸伸二 - 俳優（文学座所属）
- 田倉政憲 - ラグビー日本代表選手
- RIKU - NiziU

## その他
- テレビアニメ『響け!ユーフォニアム』に登場する北宇治高校は、本校がモデルである(京都府立莵道高等学校もモデル校)[2]。

## 交通
- JR西日本・京都市営地下鉄六地蔵駅徒歩約20分
- 京阪木幡駅徒歩約20分
- 京阪バス 「東宇治高校」または「頼政道」下車